# اوندیلادزه

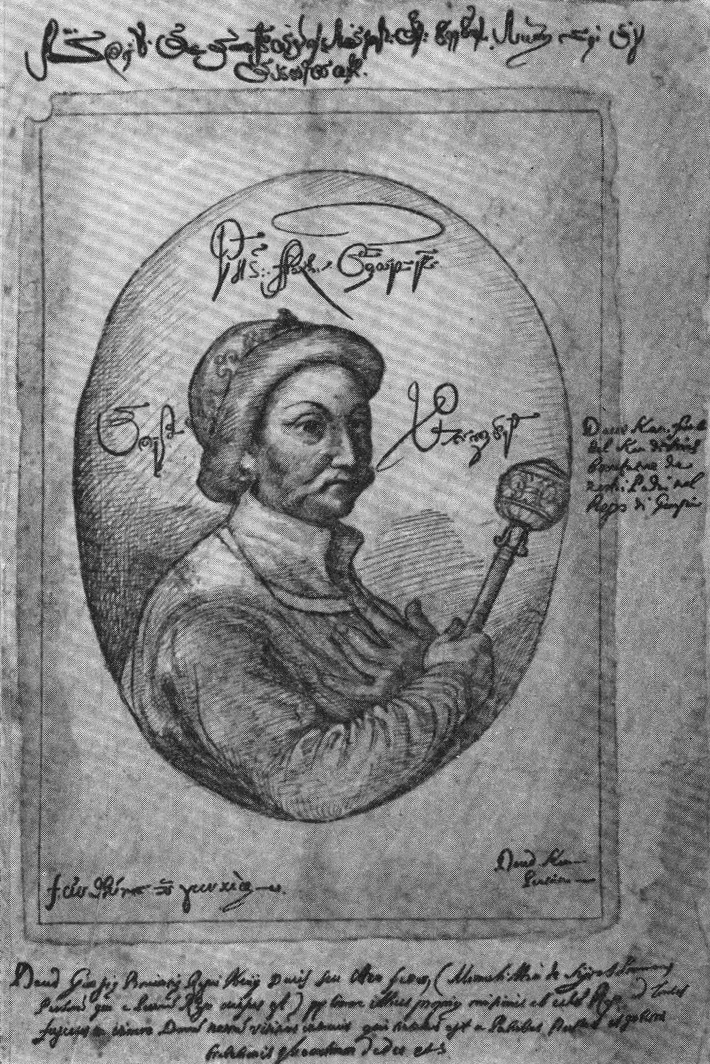
داود خان گرجی بیگلربیگی گنجه و قره باغ

اوندیلادزه (به گرجی: უნდილაძე) یک خاندان نامدار گرجی بودند که اعضای آن در در اواخر سده ۱۶ تا اوایل سده ۱۷ میلادی به مناصب بالایی در دربار صفویان رسیدند.
نامدارترین عضو این خانواده الله‌وردی خان بود که در گرجستان در یک خانواده مسیحی زاده شد ، ولی توسط ایرانیان در یکی از حملات صفویان به گرجستان اسیر شد و به دین اسلام درآمد و برای ارتش غلامان آموزش دید.ساختار نظامی ویژه‌ای که از اسیران مسیحی تشکیل شده بود.او در سال ۱۵۹۵ زمانی که شاه عباس یکم آغاز به جایگزینی افسران ترک قزلباش با غلامان پیشین کرد ، به مقام والی ولایت فارس دست یافت.در سال ۱۶۰۰ میلادی وی یکی از بانفوذترین وزیران دربار صفوی شده بود و پس از مرگ وی در سال ۱۶۱۳ پسر بزرگ او امام قلی خان نیز راه پدر را ادامه داد.هر دوی ایشان با اصلاحات در ارتش و پیروزی در نبردهای نظامی مهم و همچنین یکسری اقدامات دیگر باعث برچیده شدن استعمار و چیرگی پرتغالیها از خلیج فارس شدند.همچنین پسر کوچکتر وی داود خان در میانه سالهای ۱۶۲۵-۱۶۳۰ حاکم ولایات گنجه و قره باغ بود و روابط صمیمی‌تری با گرجستان کشوری که ریشه خانواده از آن بود داشت.
شاه عباس اعتماد کاملی به خاندان اوندیلادزه داشت و هیچ گونه احساس خطری از قدرت و ثروت آنان نمی‌کرد.ولی با مرگ شاه عباس در سال ۱۶۲۹ دامنه نفوذ خاندان اوندیلادزه روبه نابودی نهاد.شاه تازه یعنی شاه صفی به معتمدین شاه عباس مشکوک بود و دست به سرکوب خونین و بی مشورت با وزیر تازه خود یعنی رستم خان سپهسالار (خسرو میرزا) شاهزاده گرجی مسلمان از خاندان باگراتیونی زد.پس از سال ۱۶۳۳ ، داود خان که به تازگی از سمتش برکنار شده بود به گرجستان پناهنده شد و به شورش دوستش تیموراز یکم برضد صفویان پیوست.در همان سال شاه صفی همه خانواده امام قلی خان را کشتار کرد و اموالشان را مصادره نمود.پسر داود خان نیز زندانی و سپس اخته شد.خود داود خان زیر فشار سربازان ایرانی در گرجستان به عثمانی پناهنده شد و از صحنه تاریخ پاک شد.
ردپای خاندان اوندیلادزه در فرهنگ ایران قابل تشخیص است.کوشش و جانفشانی آنان در راه اعتلای فرهنگ و آموزش و ساخت و ساز زیباترین و ماندگارترین آثار معماری صفوی را به ویژه در شیراز و اصفهان از خود باقی نهاد.